# Ķegums
Ķegums ( pronunciació (?·pàg.); alemany: Keggum) és un poble del municipi de Ķegums a Letònia.

## Esport
Ķegums ha sigut la població afitriona dels Sidecarcross Grand Prix de Letònia nombroses vegades
Durant el Campionat del Món de motocròs 2009, Ķegums va ser també la seu del Gran Prix de Moocròs de Letònia, i el 8 d'agost de 2010, va ser la seu del Gran Prix de Sidecarcross letó.